# 角膜及び腎臓の移植に関する法律
角膜及び腎臓の移植に関する法律（かくまくおよびじんぞうのいしょくにかんするほうりつ、昭和54年12月18日法律第63号）は、角膜移植術による視力障害者の視力の回復および腎臓移植術による腎臓機能障害者に対する腎臓機能の付与に資するため、死体から眼球または腎臓を摘出すること等に関する法律である。
1980年（昭和55年）3月17日施行。角膜移植に関する法律を廃止して制定された。1997年（平成9年）7月16日に公布され、10月16日に施行された臓器の移植に関する法律附則3条により廃止された。